# София Агнес фон Хесен-Дармщат
София Агнес фон Хесен-Дармщат (на немски: Sophie Agnes von Hessen-Darmstadt; * 12 януари 1604; † 8 септември 1664) от род Дом Хесен, е принцеса на Хесен-Дармщат и чрез женитба херцогиня на Пфалц-Хилполтщайн.

## Произход и брак
Дъщеря е на пфалцграф Лудвиг V фон Хесен-Дармщат (1577 – 1626) и съпругата му принцеса Магдалена фон Бранденбург (1582 – 1616), дъщеря на курфюрст Йохан Георг фон Бранденбург.
През 1624 г. София Агнес се омъжва в Дармщат за пфалцграф Йохан Фридрих фон Зулцбах (1587−1644), пфалцграф и херцог на Пфалц-Хилполтщайн от Вителсбахската странична линия Пфалц-Нойбург.

## Деца
София Агнес и Йохан Фридрих имат осем деца, които не живеят повече от три години:
- Анна Луиза (1626 – 1627)
- Мария Магдалена (1628 – 1629)
- Филип Лудвиг (1629 – 1632)
- Йохан Фридрих (*/† 1630)
- дъщеря (*/† 1631)
- Мария Елеонора (*/† 1632)
- Йохана София (1635 – 1636)
- Анна Магдалена (*/† 1638)